# Cupressus duclouxiana
Cupressus duclouxiana (кипарис юньнаньський, кит.: gan xiang ba) — вид хвойних рослин родини кипарисових.

## Поширення, екологія
Країни поширення: Китай (пд.- зх. Сичуань і пн.-зх. Юньнань). Росте у гірських лісах, де переважають Pinus densata і / або листяні або вічнозелені Quercus, Castanopsis або Castanea. У багатьох областях у чагарникові райони і луки; також широко посаджений в межах або поблизу сіл. Цей вид росте природно в скелястих або гравійних супіщаних ґрунтах або осипах над вапняком або метаморфічними породами на нижніх схилах глибоких річкових долин. Його діапазон висот у природних насадженнях, ймовірно, між 1900 м і 3300 м над рівнем моря.

## Морфологія
Дерево до 25 м заввишки і 80 см діаметра. Крона конічна, коли молода, округла або широко купольна, коли стара. Гілки стрункі і горизонтальні, густо розташовані. Листки тісно притиснуті, злегка сизуваті знизу, 1–2 мм довжиною, вершини гострі або злегка тупі. Пилкові шишки майже кулясті або довгасті, (4)5–7 мм; мікроспорофілів (12)16–20. Шишки темно-коричневі або пурпурно-коричневі при дозріванні, сизі, кулясті, 15–32 мм в діаметрі; лусок шишок (6)8–10, кожна родюча з численним насінням. Насіння коричневе або пурпурово-коричневе, 3–5 мм, з 3 хребтами. 2n = 22.

## Використання
Дерево може досягати значної висоти і розміру. Деревина високо цінна для місцевого та регіонального використання. Цей вид також має садівничі якості і був посаджений на пагорбах навколо Куньміна, де вельми відрізняється від дикорослих дерев. В Європі він був введений в м'якших за кліматом частинах Англії, Ірландії та Франції.

## Загрози та охорона
По-справжньому дикі й природні поселення цього виду зустрічаються вкрай рідко і розкидані в глибоких ущелинах великих річок на північному заході провінції Юньнань. Деякі дерева захищені місцевою буддійською традицією як святі дерева або гаї, але адекватні заповідники та / або законодавство, що захищає ці дерева від лісозаготівлі та збору дров відсутні в даний час. Регенерація проблематична у зв'язку з випасом худоби, і вогонь представляє потенційну небезпеку для небагатьох, що залишилися хороших деревостоїв старих дерев, деякі з яких є біля дороги або села. З 1998 року вирубка старовікових лісів у західному Китаї була заборонена.